# Chiến dịch phản công chiến lược Rzhev-Sychyovka
Chiến dịch phản công chiến lược Rzhev-Sychyovka (30 tháng 7 - 1 tháng 10 năm 1942) là một chiến dịch quân sự do Hồng quân Liên Xô tổ chức nhằm tấn công vào quân đội Đức Quốc xã, diễn ra trong cuộc Chiến tranh Xô-Đức thuộc Chiến tranh thế giới thứ hai. Lực lượng Liên Xô tham gia chiến dịch này là các Phương diện quân Tây và Phương diện quân Kalinin, với mục tiêu đánh bại các lực lượng thuộc Cụm Tập đoàn quân Trung tâm của Đức đang đóng ở chỗ lồi Rzhev-Vyazma.

## Binh lực và kế hoạch
Lực lượng quân đội Liên Xô trong chiến dịch này là hai Phương diện quân Kalinin (tư lệnh: Đại tướng G. K. Zhukov, đến ngày 26 tháng 8 là Thượng tướng I. S. Koniev) và Phương diện quân Tây (tư lệnh: thượng tướng I. S. Konev, đến ngày 26 tháng 8 là tướng M. A. Purkayev), bao hàm 6 Tập đoàn quân (số 30, 29, 31, 20, 5, 33), hai Tập đoàn quân không quân (số 1 và 3) và 5 quân đoàn độc lập (quân đoàn kỵ binh cận vệ số 2, quân đoàn xe tăng số 6 và số 8, quân đoàn bộ binh cận vệ số 7 và số 8).
Binh lực tổng cộng gồm 43 sư đoàn bộ binh, 8 lữ đoàn, 67 khẩu đội pháo, 37 tiểu đoàn súng cối cận vệ, 21 lữ đoàn xe tăng. Vào đầu tháng 8, quân số của quân đội Liên Xô là hơn 486.000 người, tuy nhiên đây không phải là số quân tổng cộng trong suốt chiến dịch vì trong quá trình tác chiến, quân đội Liên Xô cũng được tăng viện thêm nhiều đơn vị bộ binh và pháo binh khác nữa. Cho đến đầu chiến dịch, số lượng xe tăng tham chiến trong chiến dịch Rzhev-Sychyovka (không tính tập đoàn quân số 29) là 1715 chiếc. Mật độ pháo binh trong các hướng tác chiến chính của Tập đoàn quân số 33 là 40-45 khẩu/1 cây số chính diện mặt trận, của Tập đoàn quân số 20 là 122 khẩu và của Phương diện quân Kalinin là 115-140 khẩu.
Hiện nay chưa có các thông tin chính xác về binh lực của quân Đức trong chiến dịch Rzhev-Sychyovka.
Kế hoạch của chiến dịch Rzhev-Sychyovka dựa trên hai đòn tấn công tại cánh trái (phương diện quân Kalinin) và cánh phải (phương diện quân Tây) nhằm đánh bại lực lượng chính của Tập đoàn quân số 9 của Đức tại khu vực Sychyovka, xóa bỏ "chỗ lồi" Rzhev, giải phóng các thành phố Rzhev, Zubtsov, Sychyovka, Gzhatsk, Vyazma và thiết lập một bàn đạp vững chắc tại khúc cong của sông Volga, sông Gzhat và sông Vazuza.
Đây là lần đầu tiên, ý tưởng "pháo binh công kích" (ru:Артиллерийское наступление) được áp dụng trong một chiến dịch quy mô lớn, được đề cập đến trong chỉ thị của Bộ Tổng tư lệnh Tối cao vào ngày 10 tháng 1 năm 1942.
Chiến dịch phản công chiến lược Rzhev-Sychyovka có thể được chia thành các giai đoạn sau:
- Chiến dịch Rzhev (do Tập đoàn quân số 30 của Phương diện quân Kalinin thực hiện)
- Chiến dịch Zubtsov-Rzhev (Tập đoàn quân số 29 và 31 tại khu vực tiếp giáp của hai Phương diện quân Kalinin và Tây)
- Chiến dịch Pogorelov-Gorodische (Tập đoàn quân số 20 của Phương diện quân Tây)
- Chiến dịch Gzhats (Tập đoàn quân số 5 và 33 của Phương diện quân Tây)

## Diễn biến

### Hoạt động của Phương diện quân Kalinin
Ngày 30 tháng 7 năm 1942, Tập đoàn quân số 30 (chỉ huy: trung tướng D.D. Lelyushenko) và Tập đoàn quân số 29 (thiếu tướng V. I. Shvetsov). Ngày hôm đó, trời đổ mưa nặng hạt làm chậm bước tiến đáng kể quân đội Liên Xô. Cho đến cuối ngày Tập đoàn quân số 30 đã phá vỡ tuyến phòng ngự của hai sư đoàn bộ binh số 256 và 87 (Đức) và đột phá được 9 cây số trên một chính diện 6-7 cây số. Thành quả của Tập đoàn quân số 29 thì khiêm tốn hơn. Tuy chỉ còn cách Rzhev 6 km nhưng tập đoàn quân này phải mất hàng tháng trời mới vượt qua được khoảng cách đó. Từ ngày 7 đến ngày 9 tháng 8, Tập đoàn quân số 30 dừng lại để nghỉ ngơi, củng cố lực lượng và mở một mũi đột nhập từ cánh trái vào. Vào ngày 10 tháng 8, quân đội Liên Xô tiếp tục tấn công.
Trong khoảng thời gian đó, các mũi tấn công của Tập đoàn quân số 30 và 29 đã vấp phải hàng phòng ngự vững chắc và có chiều sâu của quân đội Đức Quốc xã và vì vậy, quân đội Liên Xô đã tiến binh rất vất vả. Các sư đoàn bộ binh chỉ tiến được 1-2 cây số mỗi ngày và mỗi thước tấc chiếm được đều phải trả giá đắt bằng sinh mạng. Bộ Tư lệnh tập đoàn quân đã phải tung các lực lượng cơ động vào mặt trận để tăng sức mạnh đột phá, nhưng cũng không thành công. Xe tăng không thể chạy xa khỏi bộ binh và gần như chỉ đảm nhận vai trò hỗ trợ hỏa lực cho bộ binh. Các trận đánh ở Polunino và cao điểm 200 là những trận đẫm máu. Mãi đến ngày 21 tháng 8 Tập đoàn quân số 30 mới giải phóng được Polunino.

### Hoạt động của Phương diện quân Tây

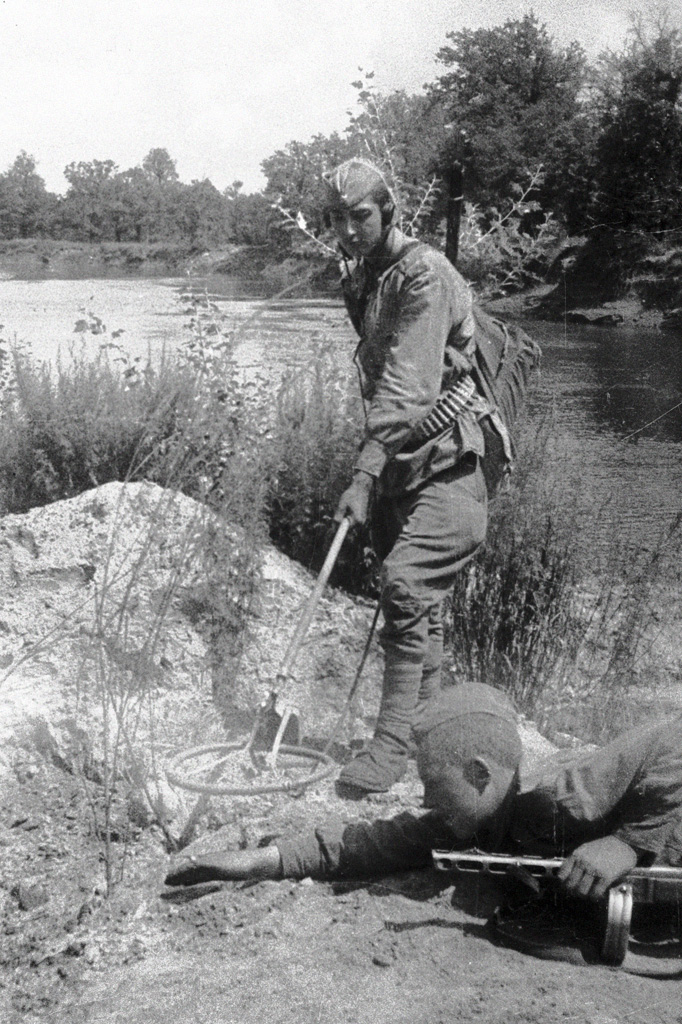
Công binh Liên Xô rà phá mìn, 01 tháng 8 năm 1942

Theo dự kiến, Phương diện quân Tây sẽ tấn công vào ngày 2 tháng 8 nhưng vào ngày hôm đó thời tiết rất xấu và nhiều mưa. Thêm vào đó, thành quả tác chiến của Phương diện quân Kalinin rất hạn chết, nhất là tại vị trí của Tập đoàn quân số 31. Vì vậy, Bộ Tư lệnh của Phương diện quân sau khi bàn bạc với Đại bản doanh Bộ Tổng tư lệnh Tối cao (STAVKA) đã dời thời điểm khởi binh vào ngày 4 tháng 8.
Ngày 4 tháng 8, Tập đoàn quân số 20 (trung tướng M. A. Reyter) bắt đầu nổ súng tấn công tại Pogorelov (Pogoreloye Gorodishche). Trái với Phương diện quân Kalinin, trong giai đoạn đầu tiên Phương diện quân Tây tiến binh khá thuận lợi. Trong vòng 2 ngày, quân đội Liên Xô đả xuyên thủng tuyến phòng ngự của quân đoàn bộ binh số 46 (Đức), đột phá sâu 18 cây số trên một chính diện 20 cây số, tiếp cận sông Vazuza và sông Ghzat. Sư đoàn bộ binh số 161 bị tiêu diệt. Tuy nhiên trong thời gian đó, nhiệm vụ giải phóng Zubtsov và Karmanovo chưa được hoàn thành.
Ngày 6 tháng 8, cụm tác chiến cơ động của thiếu tướng I. V. Galanin - bao gồm quân đoàn xe tăng số 6 th (đại tá A. L. Getman), quân đoàn xe tăng số 8 (thiếu tướng M. D. Solomatin) và quân đoàn kỵ binh cận vệ số 2 (thiếu tướng V. V. Kryukov) - được tung vào chiến trường. Tuy nhiêm cụm tác chiến tiến rất chậm và không lâu sau đó nó chạm mặt với lực lượng dự bị cơ động của Tập đoàn quân số 9 với quân số gồm 3 sư đoàn thiết giáp. Binh lực của quân đoàn thiết giáp số 39 (tướng Hans-Jürgen von Arnim) cũng được sử dụng để bịt lại cửa đột phá.
Đêm 7 tháng 8, một đại đội của lữ đoàn xe tăng số 31 thuộc quân đoàn xe tăng số 8 đã tiếp cận điểm vượt sông Vazuza gần làng Khlepen. Các sư đoàn bộ binh số 251, 331, 354 cùng với một phần Cụm tác chiến cơ động Galanin có nhiệm vượt qua Vazuza để thẳng tiến tới Sychyovka. Chỉ huy là Phó tư lệnh tập đoàn quân 20, trung tướng A. A. Tyurin. Lữ đoàn bộ binh số 331 và lữ đoàn xe tăng số 17 thì tổ chức tấn công từ làng Istratovo tới làng Pechora (???) và làng Selcho (???) và đến buổi chiều đã chạm mặt với quân Đức tại bờ bên kia của sông Vazuza ở làng Khlepen.

Bản đồ Chiến dịch phản công Rzhev-Sychyovka lần thứ nhất

Ngày 8 tháng 8, chiến sự tại sông Vazuza tiếp tục bùng nổ. Ngày 9 tháng 8 diễn ra một trận đấu tăng nảy lửa giữa quân đội Liên Xô và quân đội Đức. Tham chiến bên phía Liên Xô là 800 xe tăng và phía Đức là 700 xe. Trên hướng Karmanovo quân Đức bố trí 4 sư đoàn: 2 sư thiết giáp, sư mô tô số 36 và sư bộ binh số 342. Sự hiện diện của một lực lượng mạnh như vậy đã đe dọa cạnh sườn trái của Tập đoàn quân số 20 và làm việc tổ chức tấn công tại vị trí của tập đoàn quân số 5 và 33 ở phía cánh trái. Bộ chỉ huy Phương diện quân Tây vào cuối ngày 9 tháng 8 đã quyết định tăng cường binh lực cho hướng Karmanovo nhằm đánh bại quân Đức tại đó. Quân đoàn xe tăng số 8 của cụm tác chiến cơ động được điều qua tăng cường cho Tập đoàn quân số 20. Nó được lệnh vào ngày 10 tháng 8 phải tập kết ở gần làng Podberezki (???) và, cùng với một phần của quân đoàn bộ binh cận vệ số 8 (thiếu tướng F. D. Zakharov) tấn công cánh trái của quân Đức tại Karmanovo và tìm cách giải phóng quận trung tâm Karmanovo. Về phía Đức, trở lại chiến trường sau khi vết thương hồi phục, tư lệnh Tập đoàn quân số 9 (Đức) Walter Model nhận thấy sự vô ích của đòn phản kích từ Pogorelov và vào ngày 10 tháng 8 đã ra lệnh cho quân Đức chuyển sang phòng ngự.
Những trận đánh dữ dội tại sông Vazuza và Gzhat cũng như tại Karmanovo đã khiến sinh lực quân đội Liên Xô bị hao tổn nặng nề. Vì vậy phía Liên Xô quyết định tập trung toàn lực vào xử lý Karmanovo, điều này khiến cánh quân đánh theo hướng Sychyovka bị yếu đi rõ rệt.
Trong khi đó, ngày 7 tháng 8, Tập đoàn quân số 5 (trung tướng I. I. Fedyuninsky) tổ chức tấn công mạnh vào phía Nam Karmanovo để đập tan quân Đức tại đây và hỗ trợ cho mũi công kích tại Sychyovka. Tuy nhiên, quân đội Liên Xô không thể phá vỡ được phòng tuyến của các sư đoàn bộ binh số 342 và 35 (Đức). Vào ngày 10 tháng 6, đại tướng G. K. Zhukov đặt cho Tập đoàn quân số 5 một mục tiêu khiêm tốn hơn: giải phóng Karmanovo.
Tập đoàn quân số 33 (trung tướng M. S. Khozin) - bắt đầu nổ súng tấn công vào ngày 13 tháng 8 - cũng không đạt được kết quả khá hơn.
Ở bên cánh trái, Tập đoàn quân số 20 tiếp tục tấn công theo 3 hướng vào Karmanovo. Từ phía Nam, 2 sư đoàn của Tập đoàn quân số 5 đánh mạnh vào khu vực sông Vazuza. Tuy nhiên, tốc độ tiến quân vẫn chậm do quân đội Liên Xô phải lần lượt "bóc vỏ" từng lớp phòng tuyến của quân Đức; mỗi ngày quân đội Liên Xô chỉ tiến được 1-2 cây số và cuộc chiến kéo dài đến gần 2 tuần. Cuối cùng, vào ngày 23 tháng 8, Tập đoàn quân số 31 đã giải phóng Zubtsov còn Tập đoàn quân số 20 và số 5 đã giải phóng Karmanovo.
Tại hướng Pogorelov-Gorodishche, theo kế hoạch, cụm cơ động của trung tướng A. A. Tyurin (quân đoàn kỵ binh cận vệ số 2 và quân đoàn xe tăng số 8) có nhiệm vụ phải đánh tan quân địch ở phía Tây Bắc Gzhatsk, theo sau bởi một bộ phận của nhóm này với binh lực của Tập đoàn quân số 33. Vào ngay 31 tháng 8, sau khi xuyên thủng phòng tuyến quân Đức ở phía Tây và Tây Bắc, cụm tác chiến chuyển hướng sang phía Đông hợp lực với Tập đoàn quân số 5 và số 33 trong việc công kích Gzhatsk. Quân đội Liên Xô tiếp tục tấn công đến ngày 6 tháng 9 và buộc phải dừng lại trước sức kháng cự của quân Đức. Các đợt tấn công đồng thời của Phương diện quân Tây trên hướng Gzhatsk được mô tả trong các báo cáo của Phương diện quân vào ngày 5 tháng 9 năm 1942, trong đó đề nghị đình chỉ chiến dịch tấn công vào Gzhatsk trước khi chiến dịch tấn công vào Rzhev kết thúc.
Tập đoàn quân só 5 được chuyển sang phòng ngự vào ngày 10 tháng 9, tuy nhiên một số đợt tấn công nhỏ vẫn diễn ra cho đến tận cuối tháng. Tập đoàn quân số 33 đình cuộc tấn công vào ngày 7 tháng 9. Tập đoàn quân số 20 không thể phá vỡ được phòng tuyến của quân Đức tại phía Tây Gzhatsk và cũng phải chuyển sang phòng ngự vào ngày 8 tháng 9.

### Quân đội Liên Xô tấn công Rzhev, 24 tháng 8 - 1 tháng 10 năm 1942

Chiến sự trên hướng Bắc Rzhev cuối tháng 7 đầu tháng 8 năm 1942

Ngày 24 tháng 8 năm 1942, sau khi củng cố lực lượng, Tập đoàn quân số 30 tiếp tục tấn công về phía Bắc và Đông Rzhev. Đến ngày 25 và 26, quân đội Liên Xô đã tiếp cận sông Volga và chỉ còn cách Rzhev 5-6 cây số về phía Đông. Ngày 29 tháng 8, Tập đoàn quân số 30 vượt sông Volga và thiết lập một đầu cầu bên bờ phải con sông này. Trong các ngày đó, thành phố Rzhev liên tục bị pháo binh và không quân Liên Xô oanh kích.
Ngày 26 tháng 8, thượng tướng I. S. Koniev, tư lệnh Phương diện quân Kalinin, được chuyển sang chỉ huy Phương diện quân Tây thay cho G. K. Zhukov. Bản thân G. K. Zhukov được thăng chức thành Phó Tổng tư lệnh Tối cao kiêm Ủy viên thứ nhất Bộ Dân ủy Quốc phòng. Thay thế vị trí của I. S. Koniev tại Phương diện quân Kalinin là trung tướng M. A. Purkayev. Để đảm bảo cho Koniev nắm quyền lãnh đạo chính của toàn bộ chiến cục tại khu vực Rzhev, các Tập đoàn quân số 30 và 29 của Phương diện quân Kalinin được chuyển sang Phương diện quân Tây.
Ngày 21 tháng 9, các sư đoàn bộ binh số 215, 369 và 375 đồng loạt tấn công, xuyên thủng hai tuyến chiến hào và tuyến hàng rào kẽm gai, đột nhập vào phía Bắc thành phố. Tiếp đó, sư đoàn bộ binh cận vệ số 2 cũng được tung vào chiến trường. Một trận đánh khủng khiếp giữa quân đội Liên Xô và quân đội Đức đã diễn ra ở khu vực Đông Bắc của Rzhev trong ngày hôm đó. Vào ngày 24 đến 25 tháng 9, quân Đức tiếp tục tấn công nhằm trục quân đội Liên Xô khỏi Rzhev. Trong suốt thời gian đó, chiến sự ở Rzhev bùng nổ với mức độ cực kỳ ác liệt và sự đẫm máu của cuộc chiến đã được mô tả trong các ghi nhận của binh sĩ và sĩ quan của cả hai bên tham chiến.
Kế hoạch đánh chiến Rzhev phải dời sang ngày khác vì Tập đoàn quân 30 tổ chức đón tiếp ông Wendell Wilkie, đại diện của Tổng thống Hoa Kỳ, một trong những nhà lãnh đạo Đảng Cộng hòa sang thị sát mặt trận Xô-Đức. Ngày 23 tháng 9, ông có cuộc tiếp xúc với I. V. Stalin. Ngày 24 tháng 9, ông đã ra mặt trận tại khu vực Rzhev và có cuộc gặp gỡ với Thiếu tướng D. D. Lelyushenko, Tư lệnh tập đoàn quân 30..
Sau nhiều ngày kịch chiến, cuối cùng vào ngày 27 tháng 9 quân đội Liên Xô đã làm chủ được Rzhev. Đáng tiếc, họ đã không thể duy trì thành quả này. Quân Đức đã kéo quân tăng viện đến phản kích và chiếm lại thành phố. Ngày 1 tháng 10, trận chiến giành giật Rzhev kết thúc.

## Kết quả
Kết thúc chiến dịch, quân đội Liên Xô đã tiến xa về phía Tây 40-45 cây số, giải phóng 3 trung tâm hành chính cấp huyện; tuy nhiên họ đã không thể hoàn thành mục tiêu chiến dịch. Ngoài ra, chiến dịch Rzhev-Sychyovka cũng đem lại thêm những hệ quả khác là đẩy lùi tiền duyên ra xa Moskva thêm hơn 30 km, gây nhiều thiệt hại về người và phương tiện cho quân đội Đức Quốc xã.
Có nhiều nguyên nhân, kể cả khách quan lẫn chủ quan dẫn đến kết quả không mong muốn của chiến dịch Rzhev-Sychyovka. Về nguyên nhân chủ quan, trong chiến dịch này các chỉ huy cấp tập đoàn quân, quân đoàn,... của Liên Xô đã thực hiện việc điều binh khiển tướng rất cứng nhắc, tuân thủ mệnh lệnh một cách mù quáng, thiếu sáng tạo và linh hoạt trong điều động binh lực, thêm vào đó là thái độ sợ trách nhiệm cũng như sự hỗn loạn, vô tổ chức, thiếu thống nhất trong hành động của các phương diện quân và tập đoàn quân. Quân đội Liên Xô cũng đã không thể tận dụng một cách hiệu quả ưu thế về quân số và trang bị của mình trước địch thủ Đức, dẫn tới kết quả rất hạn chế của chiến dịch.
Theo nhà sử học A. V. Isayev, chiến dịch Rzhev-Sychyovka thật ra cũng mang lại một số kết quả tích cực, như buộc quân Đức phải hủy bỏ kế hoạch "Lốc xoáy", cũng như triệt tiêu những tác động có thể xảy ra của các tuyến giao nhau tại các huyện Demyansk và Rzhev, làm cho bên sườn của Phương diện quân Tây Bắc và Phương diện quân Kalinin kết nối chặt chẽ với nhau hơn.

## Thương vong

### Quân đội Liên Xô
| Tập đoàn quân | Ngày bắt đầu chiến dịch | Ngày kết thúc chiến dịch | Tổn thất           |
| ------------- | ----------------------- | ------------------------ | ------------------ |
| 30            | 30 tháng 7              | 1 tháng 10               | tháng 8-9 — 99.820 |
| 29            | 30 tháng 7              | 25 tháng 9               | tháng 8-9 — 16.267 |
| 31            | 4 tháng 8               | 16 tháng 9               | 4/8-15/9 — 43.321  |
| 20            | 4 tháng 8               | 8 tháng 9                | 4/8-10/9 — 60.453  |
| 5             | 7 tháng 8               | 10 tháng 9               | 7/8-15/9 — 28.984  |
| 33            | 13 tháng 8              | 7 tháng 9                | 10/8-15/9 — 42.327 |
|               |                         |                          | Tổng cộng 291.172  |

Tổng thương vong của quân đội Liên Xô trong chiến dịch này lên đến hơn 291.000 người chết, bị thương hoặc bị ốm, chiếm đến 60% tổng binh lực tham gia chiến dịch. Con số đó chưa tính đến các tổn thất của lực lượng không quân và quân tại các cụm phòng thủ. Số xe tăng bị thiệc hại là 1.085 chiếc.

### Quân đội Đức Quốc xã[3]
- Tập đoàn quân số 9: trong tháng 8 năm 1942 (không tính 2 ngày đầu tiên của chiến dịch là ngay 30 và 31 tháng 7 năm 1942) là 6.046 chết, 2.744 mất tích, 24.184 bị thương. Trong tháng 9 năm 1942 là 3.078 chết, 1.022 mất tích và 11.868 bị thương.
- Tập đoàn quân xe tăng số 3: (lực lượng đối mặt với Tập đoàn quân số 5 và số 33 của Phương diện quân Tây): từ 11 đến 31 tháng 9 năm 1942 (cuộc tấn công bắt đầu vào ngày 14 tháng 8) là 1.979 chết, 1.134 mất tích và 7.710 bị thương.

Theo báo cáo của bộ phận hậu cần, Tập đoàn quân số 9 của Đức trong giai đoạn 30 tháng 7 đến 10 tháng 9 tổn thất 9.955 chết, 5.551 mất tích và 36.893 bị thương - tổng cộng 52.392 người. Trong đó, thiệt hại của các sư đoàn đóng đối diện các Tập đoàn quân số 30, 29, 31 và 20 (tổng cộng 18 sư đoàn của các quân đoàn số 6, 27, 39 và 46) khoảng 49.057 người. Một tài liệu khác thống kê chi tiết thương vong của Cụm Tập đoàn quân trung tâm từ 1/8 đến 31/8 là khoảng 70.000 người. Đến cuối tháng 9, tổn thất của quân Đức được ước tính lên tới 120 ngàn người. Tổng cộng 16 sư đoàn mất 50-80% quân số (Gefechtstaerke). Những thiệt hại về xe tăng được tướng Franz Halder mô tả là rất lớn.